# 金宏明
金 宏明（キム・グァンミョン/キム・グェンミョン、김광명/김굉명、1984年2月25日 - ）は、東京都葛飾区出身のサッカー選手、フットサル選手。ポジションはMF、ウイングFW。小柄だがリズミカルで切れ味あるドリブルを得意とする選手。アメリカ3部リーグのダービーシティ・ローバーズ所属。
日本生まれ日本育ちの在日コリアン3世。韓国のプロサッカーリーグであるKリーグなどでプレー経験がある。

## 名前
彼には「金宏明」という名前で2つの呼び名がある。
主に日本ではキム・グァンミョン（김광명）、そして韓国ではキム・グェンミョン（김굉명）として呼ばれている。
彼は生まれてから韓国で活動するまでキム・グァンミョン（金宏明、김광명）として活動してきた。
在日コリアンの中では、彼の名前の漢字である「宏」をグァン（광）と発音し、名前をつける事が多い。
韓国では「宏」という漢字をグァン（광）やグェン（굉）...等々と呼ぶ。しかし、その漢字「宏」をハングルで「광」（グァン）と発音し、人の名前として使う事は認められていなかった。
もし、グァン（광）の発音のハングルを使うならば、漢字を同じ発音である「光」（광）...等に変える必要があった。
彼は「宏」の漢字で「광」（グァン）を人の名前として使えるように政府に申請したが、認められなかった。
その為、彼は韓国で登録上グェンミョン（굉명）として活躍することになった。
ユニホームの名前もキム・グァンミョン（김광명）からキム・グェンミョン（김굉명）に変更された。
日本ではガンミョン。韓国ではゲンミョン（갱명）、ケンメン（갱맹）、ケンさん（갱상）などと称されている。このうちケンメン（갱맹）はプサンの方言である。

## 所属クラブ
ユース経歴
- 東京朝鮮第五初中級学校（東京都）
- 東京朝鮮中高級学校（東京都）
- 流通経済大学（茨城県）

プロ経歴
- 2006年 韓国鉄道FC(現大田コレイル)（韓国）
- 2007年 SEOSAN OMEGA FC（韓国）
- 2008年 慶南FC（韓国）
- 2011年 チャンタブリーFC（タイ）
- 2017年 - ダービーシティ・ローバーズ（アメリカ）

代表経歴
- 2012年フットサル韓国代表候補
- 2012年 AFCアジアフットサル選手権大会UAE2012合宿参加

## 指導者ライセンス
- AFCアジアC級ライセンス保有者